# Lagoa

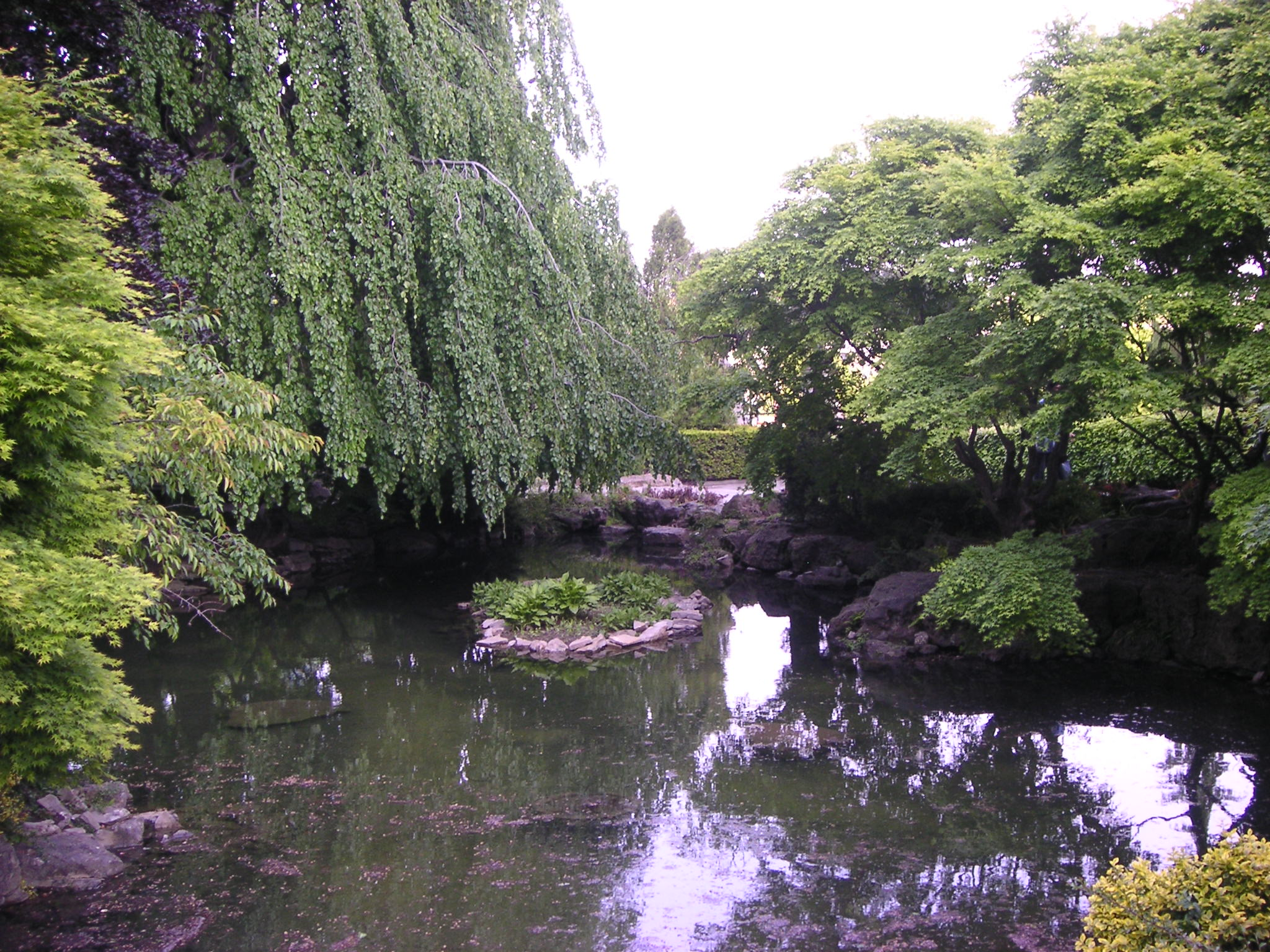
Lagoa com jardim próxima às Cataratas do Niágara.

Uma lagoa é um corpo de água com pouco fluxo, mas geralmente sem água estagnada, podendo ser natural ou feita pelo Homem (artificial), e é usualmente menor que um lago. Diversos corpos d'água feitos pelo homem são classificados como lagoas, incluindo jardins d'água desenhados para ornamentação; tanques para a produção comercial de peixes e tanques solares para o armazenamento de energia térmica.
Lagoas e lagos diferenciam-se dos  rios, córregos e outros cursos d'água em razão da velocidade da corrente. Enquanto as correntezas são facilmente observadas, lagoas e lagos possuem microcorrentezas, conduzidas termicamente, e correntes provocadas pelo vento. Essas características distinguem uma lagoa de muitos outros acidentes geográficos com características de terreno aquático, como as piscinas naturais formadas pelas marés.

## Definições técnicas

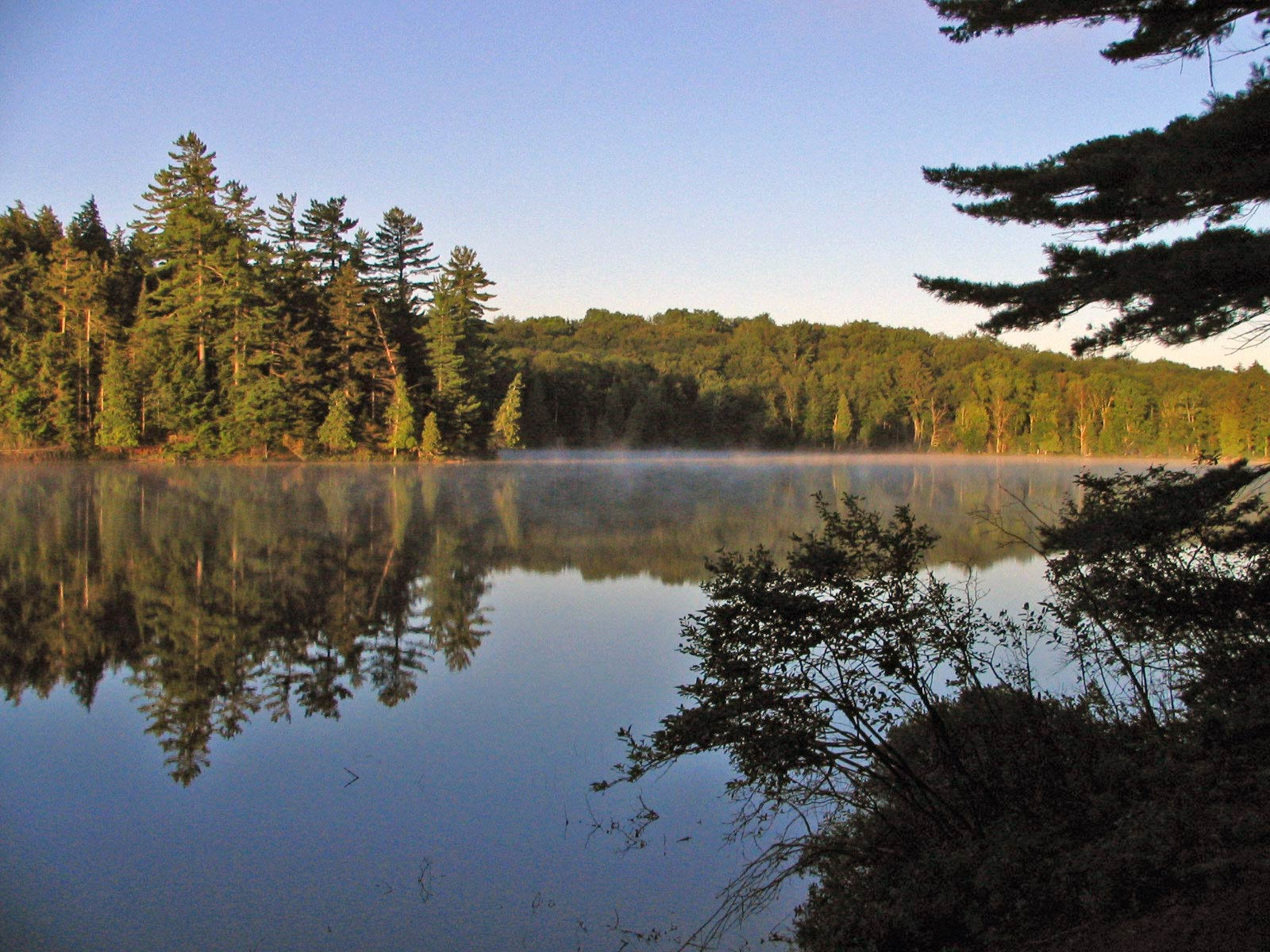
Uma lagoa de 338 acres na Área de Canoagem São Régis, nas Montanhas Adirondack.

A distinção técnica entre uma lagoa e um lago ainda não foi padronizada universalmente. Limnologistas propuseram definições formais para lagoa, em parte para incluir "as massas d'água em que a luz penetra até o fundo do corpo de água," "corpos d'água rasos o bastante para plantas enraizadas crescerem nela," e "massas de água em que falta ação de ondas na margem." Cada uma dessas definições tem encontrado resistência ou desaprovação, já que as características definidoras são difíceis de se medir ou verificar. Assim, algumas organizações e pesquisadores se fixaram nas definições técnicas em que "lago" e "lagoa" dependem apenas do tamanho.
Mesmo para as organizações e pesquisadores que diferenciam lagos de lagoas apenas pelo tamanho, não há nenhum padrão reconhecido universalmente para o tamanho máximo de uma lagoa. A Convenção sobre as Zonas Húmidas de Importância Internacional definiu o limite superior para o tamanho de uma lagoa como 8 hectares, mas os biólogos não adotaram universalmente esta convenção. Pesquisadores da organização britânica Pond Conservation definiram uma lagoa como "um corpo d'água natural ou feito pelo homem que está entre 1 e 20 000 metros quadrados em área (cerca de 2 hectares ou 5 acres) e que retém água por quatro meses do ano ou mais". Outros biólogos europeus estabeleceram o limite de tamanho superior a 5 hectares. Na América do Norte, corpos d'água ainda maiores são chamados de lagoas; por exemplo, a Walden Pond, em Concord, em Massachusetts, cobre uma área de 62 acres (cerca de 25 hectares).

## Formação

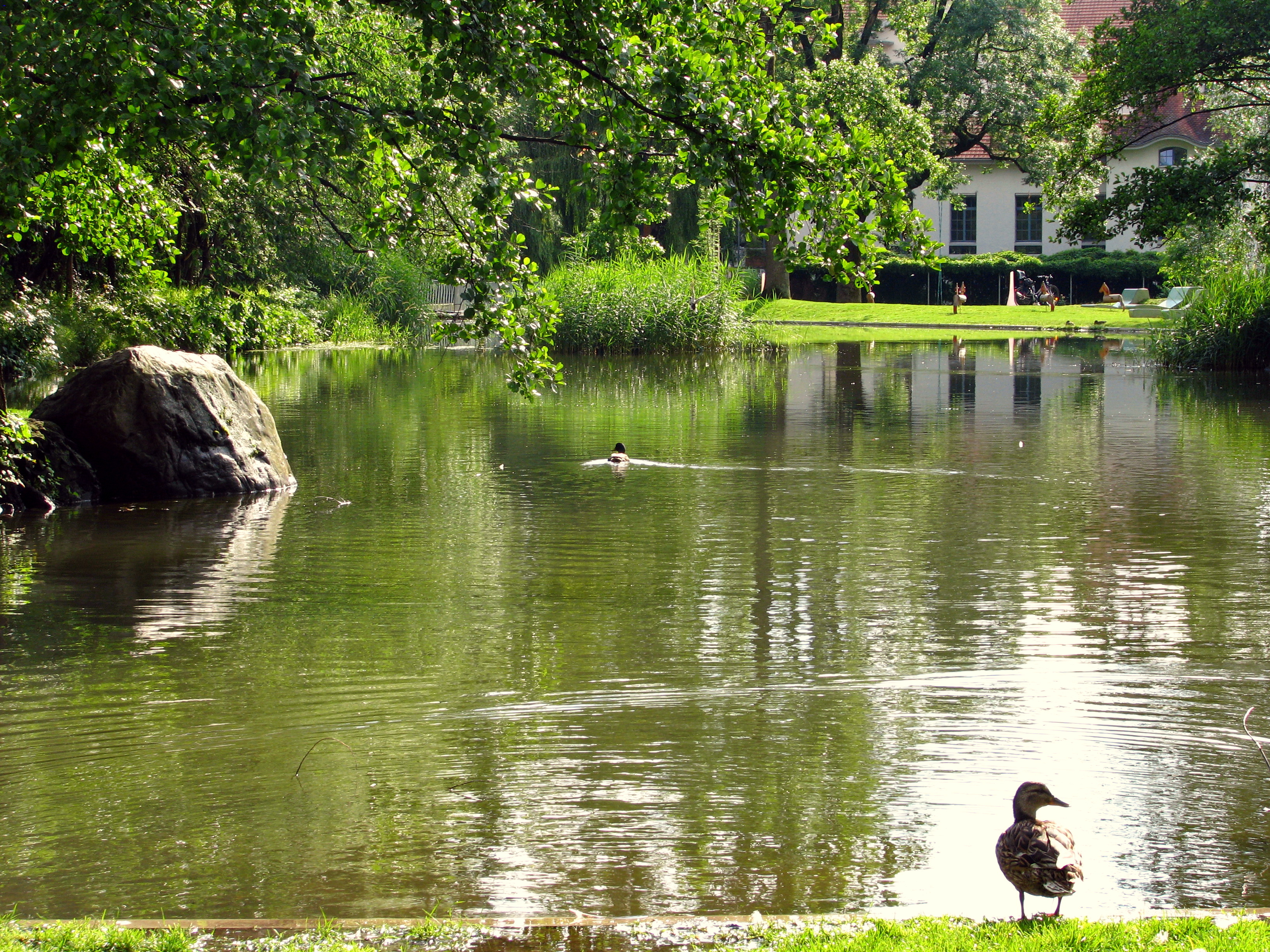
Lagoa em Uster.

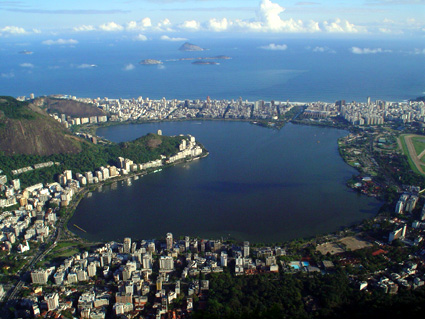
Lagoa Rodrigo de Freitas, no Rio de Janeiro

Lagoas podem resultar de uma ampla gama de processos naturais, embora, em muitas partes do mundo, estes sejam, fortemente, condicionados pela atividade humana. Qualquer depressão no terreno, que coleta e conserva uma quantidade suficiente de precipitação, pode ser considerada uma lagoa, como as depressões formadas por eventos geológicos, como o tectonismo ou os glaciares.

## Nomenclatura
A palavra "lagoa" vem do latim lacuna, ae (donde também vieram as palavras laguna e lacuna): "fosso, poça, lagoa, brejo".
O termo "lagoa" é, em alguns países, usada para se referir ao Oceano Atlântico, na expressão "através da lagoa". A expressão grande lagoa é, similarmente, usada para se referir ao Oceano Pacífico. Esses usos são eufemismos idiomáticos deliberados. As águas calmas das lagoas são ideais para insetos e outros invertebrados aquáticos.

## Características
Algumas lagoas não têm saída de água. As lagoas são, algumas vezes, alimentadas por uma nascente. Daí, por causa do ambiente fechado das lagoas, alguns pequenos corpos de água desenvolvem seu próprio ecossistema.

## Usos
No subcontinente indiano, os templos hindus, geralmente, têm uma lagoa por perto para que os peregrinos possam se banhar. Essas lagoas são consideradas sagradas. Na Europa medieval, era típico que vários monastérios e castelos (comunidades pequenas, parcialmente autossuficientes) tivessem lagoas com peixes. Elas ainda são comuns na Europa e no Extremo Oriente (mais notavelmente, no Japão), se criando carpas koi nelas.
Outro uso é na agricultura, onde tanques de tratamento são combinados com reservatórios de irrigação, sendo usados como purificadores da água dos reservatórios para permitir a irrigação em tempos de seca.
Tobha é, em língua punjabi, o nome para "lago de aldeia". Toda vila no Punjab (Índia), tem um tanque para onde a drenagem da aldeia é dirigida. Búfalos e outros animais do vilarejo tomam banho nessa lagoa durante os verões. A tobha é, também, um objeto de entretenimento do povo da aldeia, onde crianças aprendem a nadar e brincam.
A pequena lagoa que se situa em um charco ou montanha é chamada de "池塘" (chitō) no Japão.